# Xã Crittenden, Quận Champaign, Illinois
Xã Crittenden (tiếng Anh: Crittenden Township) là một xã thuộc quận Champaign, tiểu bang Illinois, Hoa Kỳ. Năm 2010, dân số của xã này là 325 người.